# Фоге, Алек
Алек Фоге (англ. Alec Foege) — американский писатель и музыкальный критик.

## Карьера
Бывший редактор журнала Rolling Stone и старший публицист журнала People.  Помимо этого публиковался в таких изданиях, как The New York Times, Mediaweek, Adweek, Fortune, Small Business, Spin, Variety, Vogue и Corporate Advisory. Является основателем и директором фирмы Brookside Research LLC. Автор четырёх книг.

## Личная жизнь
Фоге проживает в Коннектикуте с женой и двумя детьми. Женат на Эрике Миллер-Сандерс, сотруднице Vanity Fair и старшей публицистке People. Фоге и его жена окончили Колумбийский университет. Отец Фоге, Кеннет, консультант по корпоративным коммуникациям, а мать, Норма, преподает в начальной школе Бедфорд-Роуд в Плезантвилле, штат Нью-Йорк.